# Cmentarz żydowski w Łowiczu
Cmentarz żydowski w Łowiczu – kirkut znajdujący się przy ul. Łęczyckiej, założony w 1829.
Podczas II wojny światowej zdewastowany przez Niemców. Macew użyto m.in. do budowy nabrzeży rzeki Bzury. Po wojnie resztki macew wykonanych z piaskowca posłużyły jako materiał na budowę pomnika „przyjaźni polsko-radzieckiej”. Na początku lat 90. XX w. częściowo zrekonstruowano zniszczone fragmenty, a macewy z rozebranego pomnika wróciły na cmentarz. Do dzisiaj na ogrodzonym ceglanym murem terenie cmentarza zachowało się około 400 nagrobków. Najstarszy z istniejących pochodzi z 1831. Powierzchnia kirkutu wynosi 1,8709 ha.

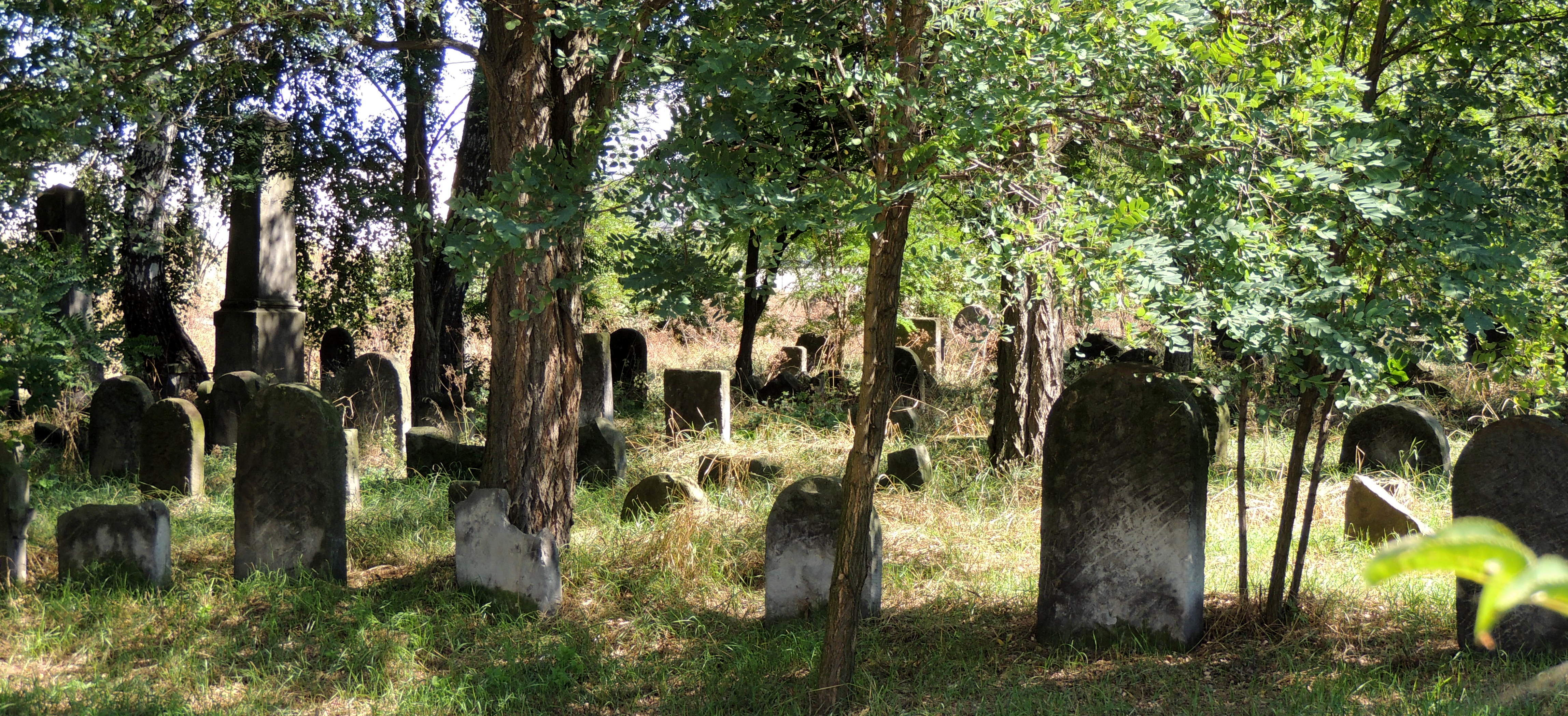
Cmentarz żydowski - macewy

W 1992 cmentarz wpisano do rejestru zabytków pod numerem 875.